# CDS Microsystems
CDS Microsystems (o CDS Micro Systems, come veniva scritto sui primi prodotti), poi divenuta CDS Software, Guildhall Leisure Services e Idigicon, è stata una software house indipendente britannica, con sede a Doncaster, specializzata in videogiochi per computer.

## Storia
CDS Microsystems venne fondata nel 1982 da Ian Williams, un programmatore di computer inglese che aveva incominciato a sviluppare videogiochi per il Sinclair ZX81 scrivendo in casa Castle Adventure. Williams decise di affidarsi alla catena di negozi WH Smith per distribuire il suo gioco. Giles Hunter, direttore del negozio nella sua città, si interessò tanto alla CDS Micro Systems da esserne assunto come direttore delle vendite a luglio 1983. A dicembre 1983 la CDS aprì il primo negozio a Doncaster. Qualche mese dopo Williams vendette la società a Hunter.
Nel 1985 venne aperta la sussidiaria Blue Ribbon.
Nel 1988 CDS Software, sotto il gruppo di compagnie CDS, cambiò nome in Nimrod Holdings Ltd. Le pubblicazioni a nome "CDS Software Label" continuarono fino ai primi anni novanta.
Entro il 1990 la CDS aveva 12 negozi per la vendita al dettaglio e si occupava di software di fascia alta e bassa, duplicazione dei supporti, confezionamento e distribuzione, dando lavoro a 100 persone.
Ci fu un altro cambio di nome in Guildhall Leisure Services e dal 2002 è nota come Idigicon Ltd (International Digital Content).
Le attività nel campo videoludico sono note fino agli anni 2010; negli ultimi anni l'azienda si occupava soprattutto di educativi, tra cui quelli legati al marchio Enciclopedia Britannica, e casual game.

## Videogiochi
I primi giochi pubblicati nel 1982-3 erano per lo ZX81 e poi per lo ZX Spectrum 16k ed erano principalmente da cloni di titoli arcade. La società si espanse a diversi generi con titoli come Steve Davis Snooker e Colossus Chess, i suoi due maggiori successi degli anni '80, che vennero pubblicati in quasi tutte le piattaforme videoludiche del tempo.
Il lancio dell'etichetta economica Blue Ribbon vide la distribuzione di semplici giochi di tipo arcade riconvertiti per nuove console; la CDS in questo si concentrò sulla distribuzione di titoli a prezzo pieno, spesso incorporando licenze tie-in come Football Fortunes e Brian Clough's Sporting Triangles. Venne pubblicato anche un gioco per computer incrociato con un gioco da tavolo, Tankattack. Complete Home Entertainment Center era invece un compendio di giochi che furono successivamente divisi e venduti come titoli indipendenti dalla Blue Ribbon (come Video Card Arcade e Dominoes).
All'inizio degli anni '90 CDS ristampò o si occupò della distribuzione nel Regno Unito di giochi di altre aziende come D&H (ad esempio Multi-Player Soccer Manager), MicroIllusions (ad esempio Fire Power) e Artworx (ad esempio i giochi di Strip Poker).